# Taras-Schewtschenko-Denkmal (Kiew)

Taras-Schewtschenko-Park mit dem Denkmal im Zentrum (2010)

Das Taras-Schewtschenko-Denkmal (ukrainisch Пам'ятник Тарасові Шевченку) ist ein Denkmal zu Ehren des ukrainischen Nationaldichters Taras Schewtschenko in der ukrainischen Hauptstadt Kiew.
Das Denkmal wurde, nach zahlreichen Verzögerungen, am 6. März 1939 anlässlich des 125. Geburtstages des Lyrikers im Schewtschenko-Park gegenüber dem Hauptgebäude der Taras-Schewtschenko-Universität eingeweiht. Das Denkmal steht an Stelle eines von Wladimir Nikolajew errichteten Denkmals für Zar Nikolaus II., das hier von 1893 bis 1920 stand.

## Beschreibung

Die Schewtschenko-Skulptur auf dem Sockel

Das Denkmal mit dem Status eines Nationaldenkmals wurde auf einem kleinen Hügel, den eine Treppe empor führt, errichtet.
Die durch den Bildhauer Matwej Manyser geschaffene Bronzeskulptur besitzt eine Höhe von 6,45 Meter und steht auf einem Sockel aus rotem Granit mit einer Höhe von 7,3 Meter.
Der Kopf des aufrecht stehenden Poeten ist nachdenklich nach vorne gebeugt, seine Mimik deutet auf traurige Gedanken. In der linken Armbeuge seiner auf dem Rücken verschränkten Arme hängt ein Mantel oder Umhang. Auf dem Sockel stehen, in bronzenen Lettern seine Lebensdaten sowie in ukrainischer Sprache die Schlusszeilen seines Gedichtes „Vermächtnis“:

„І мене в сім'ї великій
(Und am Tag, der euch die Freiheit)
В сім'ї вольній, новій
(Und Verbrüderung wird schenken)
Не забудьте пом'янути
(Möget ihr mit einem stillen)
Незлим тихим словом
(Guten Worte mein gedenken)“

Übersetzung von Iwan Franko